# Церковь Котки
Церковь Котки (фин. Kotkan kirkko) — главная церковь города, принадлежит диоцеза Миккели Евангелическо-Лютеранской Церкви Финляндии. Здание построено в 1897—1898 годах в стиле неоготики по проекту архитектора Йозефа Стенбека. Основной материал, использовавшийся при постройке здания — красный кирпич. Церковь вмещает более 1500 человек (1560 мест для сидения).
Алтарная картина, изображающая младенца Иисуса, написана финским художником Пеккой Халоненом  (1865—1933).
Церковный орган, созданный Мартти Портаненом в 1998 году, имеет 44 регистра. Его образцом послужил орган, находящийся в Фрайбергском соборе в Германии.